# Clanis jankowskii
Clanis jankowskii är en fjärilsart som beskrevs av Gehlen. 1932. Clanis jankowskii ingår i släktet Clanis och familjen svärmare. Inga underarter finns listade i Catalogue of Life.